# Amt Möllenhagen
Het voormalige Amt Möllenhagen was een samenwerkingsverband van 10 gemeenten in het district Müritz in de Duitse deelstaat Mecklenburg-Voor-Pommeren.

## Geschiedenis
Het Amt Möllenhagen werd op 18 juni 1992 opgericht als Amt binnen het toenmalige district Waren. Op 7 maart 1994 werden de gemeenten, Lehsten en Wendorf door Möllenhagen geannexeerd. Op 12 juni 1994 kwam het Amt door een herindeling van de districten in het district Müritz.
Op 1 januari 2001 werd het Amt Möllenhagen opgeheven en de werden de tot het Amt behorende gemeenten samen met die van het eveneens opgeheven Amt Penzlin ingedeeld bij het nieuwe Amt Penzliner Land.

## Gemeenten
Het Amt bestond uit de volgende gemeenten:
- Ankershagen
- Groß Flotow
- Groß Vielen
- Klein Lukow
- Kraase, tot 07-03-2004
- Lehsten, tot 07-03-2004
- Marihn
- Möllenhagen
- Mollenstorf
- Wendorf, tot 07-03-2004